# Gör vad du vill
Gör vad du vill (org. titel Muleum) är en roman som utkom 2007, skriven av den norske författaren Erlend Loe. 

## Handling
Boken handlar om 18-åriga Julie som har förlorat sin familj i en flygolycka i Afrika. Hon blir plötsligt ensam i familjens stora villa där hantverkaren Krzysztof håller på att kakla om swimmingpoolen. Trots att Julie är osäker på vad hon ska göra med sitt liv, har hon lite planer.  